# Due mondi (film 1922)
Due mondi (The Primitive Lover) è un film muto del 1922 diretto da Sidney Franklin. La sceneggiatura di Francis Marion si basa su The Divorcée, lavoro teatrale di Edgar Selwyn di cui non si conosce la data di pubblicazione.

## Trama
Phyllis Tomley, giovane sposa, ha la testa piena di fantasiose romanticherie mentre Hector, suo marito, è uno molto più prosaico di lei. Conoscendo la debolezza della mogliettina, teme che lei non abbia mai dimenticato Wales, una sua vecchia fiamma che si crede essere morto in Sudamerica durante un viaggio di esplorazione. Ma, in verità, l'uomo è vivo: quando riappare, il suo ritorno entusiasma Phyllis che resta incantata dalle storie meravigliose e dai racconti avventurosi del redivivo. Hector, però, non le nasconde che la supposta morte di Wales non era stata nient'altro che una trovata pubblicitaria per promuovere il nuovo romanzo del suo spasimante. Wales, irritato, controbatte che Hector fa di tutto per rubargli l'affetto di Phyllis. Lei, tutta presa dalla sua infatuazione, sta già preparando le carte per Reno, dove vuole andare per chiedere il divorzio. Il comportamento di un capo indiano nei confronti della sua squaw ispira Hector, che rapisce Phyllis e Wales, portandoli in montagna, dove li lascia in una capanna. Spinta dalla fame, Phyllis va nella capanna di Hector. Quando lei lo insulta, lui la sculaccia. Wales, intanto, scappa per cercare aiuto. Phyllis finisce nelle mani di un mandriano messicano ma viene salvata dall'intervento di Hector che, finalmente, si riconcilia con lei.

## Produzione
Le riprese del film, prodotto dalla Constance Talmadge Film Company, durarono dal novembre 1921 fino alla fine di gennaio 1922. Inizialmente, si sarebbe dovuto intitolare The Divorcee come la commedia di Edgar Selwyn su cui si basa. Il 12 novembre 1921, il Moving Picture World annunciava l'arrivo a Los Angeles dell'attrice (e produttrice del film) Constance Talmadge, pronta a iniziare le riprese della pellicola ai Brunton Studios. Il 17 dicembre, il Motion Picture News riportava la notizia che la troupe era appena ritornata dopo una settimana di riprese tra le nevi di Bear Lake.

## Distribuzione
Distribuito dalla Associated First National Pictures, il film uscì nelle sale cinematografiche statunitensi il 1º maggio 1922.
Il copyright del film, richiesto da Joseph M. Schenck, fu registrato il 5 maggio 1922 con il numero LP17826.
Il 1º luglio 1922, il film venne presentato in Canada, a Regina, nel Saskatchewan. Il 6 novembre dello stesso anno, uscì - con il titolo Kärlek måste man ha - anche in Svezia. In Finlandia, fu distribuito il 4 giugno 1923. In Danimarca, prese il titolo di Den primitive Elsker.
Copia completa della pellicola viene conservata negli archivi di Beverly Hills dell'Academy Film Archive e del George Eastman House di Rochester.
La Grapevine Video e l'Unknown Video hanno distribuito sul mercato americano il film in VHS e in DVD.